# Antoine-François Andréossy
Antoine François, comte d'Andréossy, francoski general, veleposlanik in politik italijanskega rodu, * 6. marec 1761, † 10. september 1828.
Poleg vojaške kariere je bil tudi veleposlanik: Kraljevina Velika Britanija (1803), Avstrijsko cesarstvo in Otomanski imperij (1812–1814).